# MZK Publishing
Az MZK Publishing – Magyar Zeneműkiadó egy 1992-ben Budapesten alapított magyar cég.

## Üzletpolitikája
Elsősorban azért jött létre, hogy a hazai dalszerzők munkáját több fronton támogassa: amellett, hogy segítő kezet nyújt a repertoár adminisztrációjában, közreműködik a könnyűzenei alkotók széleskörű palettájának népszerűsítésében is.
A kiadónak rendkívül eklektikus zenei kínálata van. A chill outtól kezdve a világzenén át a rockzenéig képviselteti magát számos műfaj. Ebből kifolyólag 2018 tavaszától negyedévente válogatáslemezt jelentet meg, ahol a stílusban a szerintük legjobban összeférő dalokat gyűjtik össze. Nem titkolt cél ezzel, hogy a népszerűbb előadók nagyobb közönségéhez ezáltal eljussanak a kevésbé ismert, de ugyanolyan magas minőséget képviselő szerzőik művei.
2018 decemberében a kiadó megalkotta a  Hozom a zenét kampányát. A kampányon belül átadták az ország első CD-automatáját, melyet a VIII. kerületi Lumenben, a kerület kultúrközpontjában helyeztek el. Az automatában a kiadóhoz kapcsolódó zenekarok kaptak helyet; többek között a Bohemian Betyars, Antonia Vai, az Aurevoir. vagy a DLRM.
2019-ben a Hozom a zenét kampányon belül létrehoztak egy koncertsorozatot is, amely az induló zenekarokat segíti a vidéki ismeretségük építésében, illetve célja még, hogy a művelődési házakban visszaintegrálja a fiatalokat és elérje, hogy a fiatalok körében kiemelt program legyen a koncertek látogatása.

## Az MZK Publishing előadók/együttesek
- Adam Touch (electro)
- Agavoid (experimental dreampop)
- Aluphobia (global bass, tribal)
- Andras Toth (electro, ambient)
- Antonia Vai (singer-songwriter, world music) Artisjus Junior díj jelölt, 2016
- Aurevoir. (folk, folkpop)
- Baron Mantis (stoner rock)
- Bernathy (house)
- Bohemian Betyars (speed folk freak punk) Nagy-Szín-Pad tehetségmutató győztes, 2016
- Christopher Waver (electro)
- Deep Glaze (daze, dream, ritual) Az év felfedezettje díj jelöltje 2018[1]
- DLRM (gypsindie)
- Duke Bluebeard (singer-songwriter, folkpop)
- Ghostchant (hardcore, punk)
- Harmed (metal)
- I am Soyuz (singer-songwriter)
- Mandaan (ambient)
- Marcello's Mystical Mind (progressive rock)
- Mary PopKids (indie) Nagy-Szín-Pad tehetségmutató győztes, 2014
- Massza (rock&roll)
- Muriel (roots-pop-rock)
- Organism (jazz)
- Paddy and the Rats (celtic rock, irish punk)
- Panel Surfers (noise, surfpunk)
- Papaver Cousins (blues, folk)
- Polarize (electro)
- Puma Danger (garage, psychedelic)
- Punnany Massif (hiphop)
- Ripoff Raskolnikov (singer-songwriter, blues)
- Stas (global bass, tribal, tropical)
- The Foreheads (postpunkrock)
- The Hellfreaks (punkrock)
- The Matter (hard blues, post punk)
- TheShowCrew (hiphop)
- Trick (grunge)
- Upor András (blues)
- Window (neosoul, triphop)
- Zanzinger (singer-songwriter, urban folk)